# Donald-Olivier Sié
Donald-Olivier Sié (ur. 3 kwietnia 1970) – piłkarz z Wybrzeża Kości Słoniowej, występujący podczas kariery na pozycji ofensywnego pomocnika.

## Kariera piłkarska
Donald-Olivier Sié rozpoczął karierę w ASEC Mimosas w 1989 roku. Z ASEC sześciokrotnie zdobył mistrzostwo Wybrzeża Kości Słoniowej w 1990, 1991, 1992, 1993, 1994, 1995, dwukrotnie Puchar Wybrzeża Kości Słoniowej w 1990 i 1995 roku.
W latach 1996–1997 występował w japońskiej Nagoyi Grampus Eight. Po powrocie do ASEC zdobył z nim kolejne mistrzostwo WKS oraz Afrykańską Ligę Mistrzów w 1998 roku. W 1998 roku wyjechał do Francji do pierwszoligowego Toulouse FC, z którym spadł do drugiej ligi. W następnych latach występował w klubach z niższych lig.

## Kariera reprezentacyjna
Donald-Olivier Sié występował w reprezentacji Wybrzeża Kości Słoniowej. W 1992 roku uczestniczył w największym sukcesie w historii WKS w postaci zdobycia Pucharu Narodów Afryki. Na tej imprezie Sié wystąpił tylko w ćwierćfinałowym meczu z Zambią, w którym zdobył zwycięską bramkę w 90 min. i finałowym z Ghaną, w którym strzelił bramkę w serii rzutów karnych. W tym roku wystąpił w pierwszej edycji Pucharu Konfederacji, który nosił wówczas nazwę Pucharu Króla Fahda. Na tym turnieju po porażkach z Argentyną i reprezentację USA (bramka) Wybrzeże Kości Słoniowej zajęło ostatnie, czwarte miejsce. Dao wystąpił w obu meczach. W 1992 i 1993 uczestniczył w przegranych eliminacjach do Mistrzostw Świata 1994.
W 1994 po raz drugi wystąpił w Pucharze Narodów Afryki, na którym WKS zdobyło brązowy medal. Na tym turnieju wystąpił w pięciu meczach z Sierra Leone, Zambią, Ghaną, Nigerią i Mali (bramka). W 1996 po raz trzeci wystąpił w Pucharze Narodów Afryki, na którym WKS odpadło w fazie grupowej. Sié wystąpił we wszystkich trzech meczach z Ghaną, Mozambikiem i Tunezją. W 1997 uczestniczył w przegranych eliminacjach do Mistrzostw Świata 1998. W 1998 roku po raz czwarty wystąpił w Pucharze Narodów Afryki, na którym WKS odpadło w ćwierćfinale. Na tym turnieju Sié wystąpił w czterech meczach z Namibią, RPA, Angolą i Egiptem. W 2000 roku po raz czwarty wystąpił w Pucharze Narodów Afryki, na którym WKS odpadło w fazie grupowej. Na tym turnieju Sié wystąpił w meczu z Togo, Kamerunem i Ghaną (bramka). W 2000 uczestniczył w przegranych eliminacjach do Mistrzostw Świata 2002.